# Mladen Vaszilev
Mladen Alekszandrov Vaszilev (bolgár cirill betűkkel: Младен Aлeкcaндpoв Василев; Szlivnica, 1947. július 29. –) bolgár válogatott labdarúgó.

## Pályafutása

### Klubcsapatban
Pályafutását a Szlivinski Geroj csapatában kezdte 1965-ben. Később játszott a Szlavija Szofija és az Akademik Szofija csapataiban is.

### A válogatottban
1974 és 1975 között 4 alkalommal szerepelt a bolgár válogatottban. Részt vett az 1974-es világbajnokságon.